# WWE 24/7 Championship
Le WWE 24/7 Championship était un championnat de catch créé par la World Wrestling Entertainment. Il était défendu par toutes les divisions (Raw, SmackDown, 205 Live , NXT, NXT UK) de la WWE. Le titre a été inauguré par Mick Foley, le 20 mai 2019 à Raw. Le premier champion était Titus O'Neil et la dernière Nikki Cross. Le titre a été désactivé le 7 novembre 2022 à Raw.
Le championnat était disputé selon des règles similaires à celles du précédent WWE Hardcore Championship.

## Histoire
Au cours du pay-per-view Extreme Rules (2019) le 19 mai, la WWE a annoncé qu'un nouveau championnat serait présenté dans l'épisode suivant de Raw. Le WWE Hall of Famer Mick Foley a ensuite dévoilé la ceinture WWE 24/7. Comme l'ancien Championnat Hardcore WWE et son "24/7 Rules" mais sans le coté Hardcore, le Championnat 24/7 peut être défendu à tout moment, n'importe où, tant qu'un arbitre est présent, d'où son nom. Pour cette raison, Mick Foley a dit que le titre peut être défendu à Raw, SmackDown, WWE 205 Live, NXT, et NXT UK. Il a également dit que les légendes de la WWE pourraient revenir et se disputer le titre. Après le dévoilement, Mick Foley a mis la ceinture sur le ring et a déclaré que celui qui remporterait la bataille le premier dans une mêlée deviendrait le premier champion. Titus O'Neil est devenu le premier champion en battant Cedric Alexander, Drake Maverick, EC3, Eric Young, Karl Anderson, Luke Gallows, Mojo Rawley, et No Way Jose pour remporter le titre,,.
Selon le journaliste Dave Meltzer, l'idée du titre a été proposée par USA Network dans une tentative d'augmenter les audiences pendant la troisième heure de Raw. Le nombre de téléspectateurs des deux émissions avait diminué ; les 29 et 30 avril 2019, les épisodes de Raw et de SmackDown Live, respectivement, ont tous deux atteint un des plus bas records pour les émissions hors vacances et hors saison de football américain, avec une baisse d'audience maximale pendant la troisième heure de Raw.
Le design de la ceinture de championnat comporte trois plaques sur un bracelet en cuir vert. La plaque centrale circulaire indique bien en évidence "24/7" au centre ("24" et "7" écrits en vert). Le logo de la WWE est apposé en haut tandis que le mot "CHAMPION" est écrit sur le bord de la moitié inférieure de la plaque centrale. Les deux plaques latérales, l'une de chaque côté de la plaque centrale, sont rectangulaires. Ils sont pour la plupart vierges, mais avec un simple motif orné sur le coin intérieur inférieur et le coin extérieur supérieur de chacun.

## Historique des règnes
Le championnat a été inauguré le 20 mai 2019 à Raw par Mick Foley, au cours duquel Titus O'Neil (du roster de Raw) est devenu le premier champion en attrapant le titre posé dans le ring lors d’un affrontement impliquant plusieurs autres lutteurs. 
Le titre a été retiré par Nikki Cross le 7 novembre 2022 lors de l'épisode de WWE Raw après que cette dernière aie jeté le titre dans une poubelle peu de temps après l'avoir récupéré des mains de Dana Brooke au cours d'un match pour le titre.
Lorsqu’il a été retiré en novembre 2022, le titre a compté 196 règnes entre 52 personnes différentes. R-Truth a eu le plus de règnes (53) et le plus long règne combiné à 425 jours. Reggie a le record du règne singulier le plus long, avec 112 jours. 
Quinze lutteurs ont détenu le titre pendant plus d'un jour : R-Truth, Carmella, Drake Maverick, Elias, Maria Kanellis, Mojo Rawley, Riddick Moss, Rob Gronkowski, les frères Singh, Samir et Sunil, Akira Tozawa, Angel Garza, Drew Gulak, Bad Bunny et Shelton Benjamin.
Le catcheur Tucker, a le règne le plus court, qui a duré environ 4 secondes. Le membre du WWE Hall of Fame, Pat Patterson, est le champion le plus âgé, remportant le titre à 78 ans (ce qui fait également de lui le plus vieux détenteur de titre dans l'histoire de la WWE), tandis que Enes Kanter, de la NBA, est le plus jeune, remportant le titre à 27 ans. 
L'ancienne lutteuse de la WWE, Kelly Kelly, a été la première des sept femmes à remporter le titre. Ted DiBiase, WWE Hall of Famer, est le seul détenteur du titre à être devenu champion sans l'avoir remporté ; il l'a acheté à une autre membre du WWE Hall of Fame, Alundra Blayze, qui était sur le point de jeter la ceinture dans une poubelle pour le brûler, essayant de reproduire ce qu’elle avait fait subir au WWF Women's Championship lorsqu'elle s'est jointe à la WCW en 1995. 
The Revival (Scott Dawson et Dash Wilder) est la seule équipe à avoir remporté le titre, étant reconnus comme co-champions.
Parmi les non-catcheurs qui ont détenu le titre, on compte le journaliste sportif de la FOX Rob Stone, le joueur de la NBA Enes Kanter, le producteur de musique électronique et DJ Marshmello, le rappeur Bad Bunny, le directeur de compte principal de la WWE Michael Giaccio, le pilote de Nascar Kyle Busch, le présentateur de Raw Mike Rome et le joueur de football américain Rob Gronkowski.
| Détails       | Détails                                             |
| ------------- | --------------------------------------------------- |
| Bouton rouge  | règne pour Raw.                                     |
| Bouton bleu   | règne pour SmackDown.                               |
| Bouton violet | règne pour 205 Live.                                |
| Bouton jaune  | règne pour NXT.                                     |
| Bouton orange | règne pour NXT UK                                   |
| Bouton vert   | Autres (membres du WWE Hall of Fame, célébrités...) |

| Numéro du règne | Champion            | Changement de règne | Changement de règne  | Changement de règne           | Statistiques du règne | Statistiques du règne | Notes | Réf    |
| Numéro du règne | Champion            | Date                | Événement            | Ville                         | Règne                 | Durée                 | Notes | Réf    |
| --------------- | ------------------- | ------------------- | -------------------- | ----------------------------- | --------------------- | --------------------- | --- | ------ |
| 1               | Titus O'Neil        | 20 mai 2019         | Raw                  | Albany (New York)             | 1                     | <1                    | Après que Mick Foley a dévoilé le championnat, O'Neil est devenu le premier champion. | [ 8 ]  |
| 2               | Robert Roode        | 20 mai 2019         | Raw                  | Albany (New York)             | 1                     | <1                    | A effectué le tombé sur Titus O'Neil sur la rampe d'entrée. | [ 8 ]  |
| 3               | R-Truth             | 20 mai 2019         | Raw                  | Albany (New York)             | 1                     | 8                     | A effectué le tombé dans le parking de Raw sur Robert Roode. | [ 9 ]  |
| 4               | Elias               | 28 mai 2019         | SmackDown            | Tulsa (Oklahoma)              | 1                     | <1                    | A effectué le tombé après une intervention de R-Truth sur le ring. | [ 10 ] |
| 5               | R-Truth             | 28 mai 2019         | SmackDown            | Tulsa (Oklahoma)              | 2                     | 5                     | A effectué le tombé sur Elias après le Main-Event. | [ 11 ] |
| 6               | Jinder Mahal        | 2 juin 2019         | WWE Network          | Terrain de golf               | 1                     | <1                    | A effectué le tombé sur R-Truth alors qu'il jouait au golf. | [ 12 ] |
| 7               | R-Truth             | 2 juin 2019         | WWE Network          | Terrain de golf               | 3                     | 2                     | A effectué le tombé sur Jinder Mahal après une distraction de Carmella. | [ 12 ] |
| 8               | Elias               | 4 juin 2019         | SmackDown            | Laredo (Texas)                | 2                     | <1                    | A effectué le tombé sur R-Truth lors d'un Lumberjack match. | [ 13 ] |
| 9               | R-Truth             | 4 juin 2019         | SmackDown            | Laredo (Texas)                | 4                     | 2                     | A effectué le tombé sur Elias sous le ring. | [ 13 ] |
| 10              | Jinder Mahal        | 6 juin 2019         | WWE Network          | Francfort                     | 2                     | <1                    | A effectué le tombé sur R-Truth sur le tarmac de l’aéroport. | [ 14 ] |
| 11              | R-Truth             | 6 juin 2019         | WWE Network          | Au-dessus de la Mer Rouge     | 5                     | 12                    | A effectué le tombé sur Jinder Mahal lorsque ce dernier dormait dans l'avion. | [ 14 ] |
| 12              | Drake Maverick      | 18 juin 2019        | SmackDown            | Ontario (Californie)          | 1                     | 2                     | A effectué le tombé sur R-Truth en étant déguisé en Carmella dans le parking. | [ 15 ] |
| 13              | R-Truth             | 20 juin 2019        | WWE Network          | Orlando (Floride)             | 6                     | 4                     | A effectué le tombé sur Drake Maverick lors de son mariage. | [ 16 ] |
| 14              | Heath Slater        | 24 juin 2019        | Raw                  | Everett (Washington)          | 1                     | <1                    | A effectué le tombé sur R-Truth avant un match entre lui-même et Mojo Rawley. | [ 17 ] |
| 15              | R-Truth             | 24 juin 2019        | Raw                  | Everett (Washington)          | 7                     | <1                    | A effectué le tombé sur Heath Slater avant le match de ce dernier contre Mojo Rawley. | [ 17 ] |
| 16              | Cedric Alexander    | 24 juin 2019        | Raw                  | Everett (Washington)          | 1                     | <1                    | A effectué le tombé sur R-Truth au milieu du ring dans un match non officiel. | [ 17 ] |
| 17              | EC3                 | 24 juin 2019        | Raw                  | Everett (Washington)          | 1                     | <1                    | A effectué le tombé sur Cedric Alexander sur le bord du ring. | [ 17 ] |
| 18              | R-Truth             | 24 juin 2019        | Raw                  | Everett (Washington)          | 8                     | 7                     | A effectué le tombé sur EC3 après une distraction de Carmella. | [ 17 ] |
| 19              | Drake Maverick      | 1er juillet 2019    | Raw                  | Dallas (Texas)                | 2                     | 14                    | A effectué le tombé sur R-Truth après l'avoir attaqué avec une valise dans les backstages. | [ 18 ] |
| 20              | R-Truth             | 15 juillet 2019     | Raw                  | Long Island (New York)        | 9                     | 7                     | A effectué le tombé sur Drake Maverick pendant sa lune de miel dans sa chambre d'hôtel. | [ 19 ] |
| 21              | Drake Maverick      | 22 juillet 2019     | Raw                  | Tampa (Floride)               | 3                     | <1                    | A effectué le tombé sur R-Truth après qu'il a été distrait par sa femme, Renée Michelle. | [ 20 ] |
| 22              | Pat Patterson       | 22 juillet 2019     | Raw                  | Tampa (Floride)               | 1                     | <1                    | A effectué le tombé sur Maverick après l'avoir frappé au sol après que celui-ci est tombé en essayant d'échapper à The Boogeyman. Il devient aussi le plus vieux Champion de l'histoire.            | [ 20 ] |
| 23              | Gerald Brisco       | 22 juillet 2019     | Raw                  | Tampa (Floride)               | 1                     | <1                    | A effectué le tombé sur Pat Patterson en coulisses. | [ 20 ] |
| 24              | Kelly Kelly         | 22 juillet 2019     | Raw                  | Tampa (Floride)               | 1                     | <1                    | Elle a effectué le tombé sur Gerald Brisco après l'avoir piégé avec un câlin. Elle devient la première femme à avoir remporté le titre.                                                             | [ 20 ] |
| 25              | Candice Michelle    | 22 juillet 2019     | Raw                  | Tampa (Floride)               | 1                     | <1                    | A effectué le tombé sur Kelly Kelly après que Melina a été désignée arbitre. | [ 20 ] |
| 26              | Alundra Blayze      | 22 juillet 2019     | Raw                  | Tampa (Floride)               | 1                     | <1                    | A effectué une Sleeper Hold sur Candice Michelle dans les coulisses. | [ 20 ] |
| 27              | Ted DiBiase         | 22 juillet 2019     | Raw                  | Tampa (Floride)               | 1                     | <1                    | A acheté la ceinture à Alundra Blayze avant que celle-ci ne la jette à la poubelle. | [ 20 ] |
| 28              | Drake Maverick      | 22 juillet 2019     | Raw                  | Tampa (Floride)               | 4                     | <1                    | A effectué le tombé sur Ted DiBiase dans sa limousine. | [ 20 ] |
| 29              | R-Truth             | 22 juillet 2019     | Raw                  | Tampa (Floride)               | 10                    | 7                     | A effectué le tombé sur Drake Maverick près de sa limousine avant de fuir dans celle-ci. | [ 20 ] |
| 30              | Mike Kanellis       | 29 juillet 2019     | Raw                  | North Little Rock (Arkansas)  | 1                     | <1                    | A effectué le tombé sur R-Truth après un Mixed Tag Team Match entre ce dernier et Carmella contre Drake Maverick et sa femme.                                                                       |        |
| 31              | Maria Kanellis      | 29 juillet 2019     | Raw                  | North Little Rock (Arkansas)  | 1                     | 7                     | A effectué le tombé sur Mike Kanellis après l'avoir forcé à s'allonger sur le sol dans le vestiaire pour effectuer le tombé. Devient la première femme enceinte championne de l'histoire de la WWE. |        |
| 32              | Mike Kanellis       | 5 août 2019         | Raw                  | Pittsburgh (Pennsylvanie)     | 2                     | <1                    | A effectué le tombé sur Maria Kanellis lorsque ce dernier essayait de la rassurer lors de son rendez-vous chez le gynécologue.                                                                      |        |
| 33              | R-Truth             | 5 août 2019         | Raw                  | Pittsburgh (Pennsylvanie)     | 11                    | 7                     | A effectué le tombé sur Mike Kanellis en le distrayant avec un bébé en plastique. |        |
| 34              | The Revival         | 12 août 2019        | Raw                  | Toronto                       | 1                     | <1                    | Dawson et Wilder ont tous les deux fait le tombé sur R-Truth après un Hart Attack devenant les premiers co-champions 24/7.                                                                          |        |
| 35              | R-Truth             | 12 août 2019        | Raw                  | Toronto                       | 12                    | <1                    | A effectué le tombé sur Dawson après que Kalisto lui a porté un Salida del Sol. |        |
| 36              | Elias               | 12 août 2019        | SmackDown            | Toronto                       | 3                     | 11                    | A effectué le tombé sur R-Truth après l'avoir attaqué avec une guitare dans les coulisses. |        |
| 37              | R-Truth             | 23 août 2019        | WWE Network          | Los Angeles (Californie)      | 13                    | <1                    | A effectué le tombé sur Elias lors d'une performance musicale grâce à une distraction de Drake Maverick.                                                                                            |        |
| 38              | Rob Stone           | 23 août 2019        | WWE Network          | Los Angeles (Californie)      | 1                     | <1                    | A effectué le tombé sur R-Truth lors d'une interview. |        |
| 39              | Elias               | 23 août 2019        | WWE Network          | Los Angeles (Californie)      | 4                     | 4                     | A effectué le tombé sur Rob Stone lors de sa célébration du titre. |        |
| 40              | Drake Maverick      | 27 août 2019        | SmackDown            | Baton Rouge (Louisiane)       | 5                     | 7                     | A effectué le tombé sur Elias après que ce dernier s'est prit un Stunner par Kevin Owens. |        |
| 41              | Bo Dallas           | 3 septembre 2019    | SmackDown            | Norfolk (Virginie)            | 1                     | <1                    | A effectué le tombé sur Drake Maverick après que The Singh Brothers ont tenté le tombé. |        |
| 42              | Drake Maverick      | 3 septembre 2019    | SmackDown            | Norfolk (Virginie)            | 6                     | <1                    | A effectué le tombé sur Bo Dallas dans le ring. |        |
| 43              | R-Truth             | 3 septembre 2019    | SmackDown            | Norfolk (Virginie)            | 14                    | 6                     | A effectué le tombé sur Drake Maverick après s'être caché dans le décor du King of the Ring. |        |
| 44              | Enes Kanter         | 9 septembre 2019    | Raw                  | New York (New York)           | 1                     | <1                    | A effectué le tombé sur R-Truth lors du show Main Event, cela a été diffusé pendant l'épisode de RAW.                                                                                               |        |
| 45              | R-Truth             | 9 septembre 2019    | Raw                  | New York (New York)           | 15                    | 7                     | A effectué le tombé sur Kanter lors du show Main Event, cela a été diffusé pendant l'épisode de RAW.                                                                                                |        |
| 46              | Kane                | 16 septembre 2019   | Raw                  | Knoxville (Tennessee)         | 1                     | <1                    | A effectué le tombé sur R-Truth sur le terrain du Neyland Stadium, pendant une visite de Knoxville. L'arbitre était déguisé en officier de police.                                                  |        |
| 47              | R-Truth             | 16 septembre 2019   | Raw                  | Knoxville (Tennessee)         | 16                    | 4                     | A effectué le tombé sur Kane dans le parking du voiturier avant Raw et a été montré plus tard durant le show.                                                                                       |        |
| 48              | EC3                 | 20 septembre 2019   | WWE Network          | Manille                       | 2                     | <1                    | A effectué le tombé sur R-Truth lors d'un Live Event. |        |
| 49              | R-Truth             | 20 septembre 2019   | WWE Network          | Manille                       | 17                    | 1                     | A effectué le tombé sur EC3 lors d'un Live Event. |        |
| 50              | EC3                 | 21 septembre 2019   | WWE Network          | Shanghai                      | 3                     | <1                    | A effectué le tombé sur R-Truth lors d'un Live Event. |        |
| 51              | R-Truth             | 21 septembre 2019   | WWE Network          | Shanghai                      | 18                    | 1                     | A effectué le tombé sur EC3 lors d'un Live Event. Chad Gable était l'arbitre spécial. |        |
| 52              | EC3                 | 22 septembre 2019   | WWE Network          | Honolulu (Hawaï)              | 4                     | <1                    | A effectué le tombé sur R-Truth lors d'un Live Event. |        |
| 53              | R-Truth             | 22 septembre 2019   | WWE Network          | Honolulu (Hawaï)              | 19                    | 1                     | A effectué le tombé sur EC3 lors d'un Live Event. Chad Gable était l'arbitre spécial. |        |
| 54              | Carmella            | 23 septembre 2019   | Raw                  | San Francisco (Californie)    | 1                     | 11                    | A effectué le tombé sur R-Truth dans le ring alors qu'ils étaient poursuivis par un groupe de catcheurs.                                                                                            |        |
| 55              | Marshmello          | 4 octobre 2019      | SmackDown            | Los Angeles (Californie)      | 1                     | <1                    | A effectué le tombé sur Carmella dans les coulisses. |        |
| 56              | Carmella            | 4 octobre 2019      | SmackDown            | Los Angeles (Californie)      | 2                     | 2                     | A effectué le tombé sur Marshmello dans le parking alors qu'il était distrait par R-Truth. |        |
| 57              | Tamina              | 6 octobre 2019      | Hell in a Cell       | Sacramento (Californie)       | 1                     | <1                    | A effectué le tombé sur Carmella lors d'un segment backstage des The Street Profits. |        |
| 58              | R-Truth             | 6 octobre 2019      | Hell in a Cell       | Sacramento (Californie)       | 20                    | 15                    | A effectué le tombé sur Tamina grâce à l'aide de Carmella après que cette dernière a donné un Superkick à Tamina.                                                                                   |        |
| 59              | Sunil Singh         | 21 octobre 2019     | Raw                  | Cleveland (Ohio)              | 1                     | 10                    | A effectué le tombé sur R-Truth dans les coulisses après une diversion de Samir Singh. | [ 21 ] |
| 60              | R-Truth             | 31 octobre 2019     | Crown Jewel          | Riyad                         | 21                    | <1                    | A effectué le tombé sur Sunil Singh lors du pré-show de Crown Jewel. |        |
| 61              | Samir Singh         | 31 octobre 2019     | Crown Jewel          | Riyad                         | 1                     | 18                    | A effectué le tombé sur R-Truth lors d'un segment backstage. |        |
| 62              | R-Truth             | 18 novembre 2019    | Raw                  | Boston (Massachusetts)        | 22                    | 1                     | A effectué le tombé sur Samir Singh en se déguisant en médecin après que Samir s'est blessé. |        |
| 63              | Michael Giacco      | 19 novembre 2019    | WWE Network          | Stamford (Connecticut)        | 1                     | <1                    | A effectué le tombé sur R-Truth lors d'une réunion au siège de la WWE. |        |
| 64              | R-Truth             | 19 novembre 2019    | WWE Network          | Stamford (Connecticut)        | 23                    | 13                    | A effectué le tombé sur Michael Giacco lorsque ce dernier faisait des pompes au siège de la WWE. |        |
| 65              | Kyle Busch          | 2 décembre 2019     | Raw                  | Nashville (Tennessee)         | 1                     | <1                    | A effectué le tombé sur R-Truth alors qu'il prétendait vouloir prendre une photo avec lui. |        |
| 66              | R-Truth             | 2 décembre 2019     | Raw                  | Nashville (Tennessee)         | 24                    | 20                    | A effectué le tombé sur Kyle Busch pendant le shooting photo de ce dernier avec le titre. |        |
| 67              | Akira Tozawa        | 22 décembre 2019    | Raw                  | New York (État de New York)   | 1                     | <1                    | A effectué le tombé sur R-Truth alors qu'il était en train de visiter le marché de Noël de New York.                                                                                                |        |
| 68              | Père Noël           | 22 décembre 2019    | Raw                  | New York (État de New York)   | 1                     | <1                    | A effectué le tombé sur Akira Tozawa en l'attaquant par surprise avec son sac de cadeaux. |        |
| 69              | R-Truth             | 22 décembre 2019    | Raw                  | New York (État de New York)   | 25                    | 4                     | A effectué le tombé sur le Père Noël après que ce dernier a eu une crampe. |        |
| 70              | Samir Singh         | 26 décembre 2019    | WWE Network          | New York (État de New York)   | 2                     | <1                    | A effectué le tombé sur R-Truth pendant un house-show au Madison Square Garden. |        |
| 71              | Sunil Singh         | 26 décembre 2019    | WWE Network          | New York (État de New York)   | 2                     | <1                    | A effectué le tombé sur Samir Singh pendant un house-show au Madison Square Garden. |        |
| 72              | R-Truth             | 26 décembre 2019    | WWE Network          | New York (État de New York)   | 26                    | 1                     | A effectué le tombé sur Sunil Singh pendant un house-show au Madison Square Garden. |        |
| 73              | Samir Singh         | 27 décembre 2019    | WWE Network          | Pittsburgh (Pennsylvanie)     | 3                     | <1                    | A effectué le tombé sur R-Truth pendant un house-show. |        |
| 74              | Mike Rome           | 27 décembre 2019    | WWE Network          | Pittsburgh (Pennsylvanie)     | 1                     | <1                    | A effectué le tombé sur Samir Singh par roll-up pendant que celui-ci le provoquait. |        |
| 75              | Sunil Singh         | 27 décembre 2019    | WWE Network          | Pittsburgh (Pennsylvanie)     | 3                     | <1                    | A effectué le tombé sur Mike Rome immédiatement après que son frère a perdu le titre. |        |
| 76              | R-Truth             | 27 décembre 2019    | WWE Network          | Pittsburgh (Pennsylvanie)     | 27                    | 1                     | A effectué le tombé sur Sunil Singh par roll-up pendant un house-show. |        |
| 77              | Samir Singh         | 28 décembre 2019    | WWE Network          | Baltimore (Maryland)          | 4                     | <1                    | A effectué le tombé sur R-Truth pendant un house-show lors d'un match handicap avec Sunil Singh. |        |
| 78              | R-Truth             | 28 décembre 2019    | WWE Network          | Baltimore (Maryland)          | 28                    | 1                     | A effectué le tombé sur Samir Singh par roll-up pendant un house-show. |        |
| 79              | Sunil Singh         | 29 décembre 2019    | WWE Network          | Hershey (Pennsylvanie)        | 4                     | <1                    | A effectué le tombé sur R-Truth pendant un house-show lors d'un match handicap avec Samir Singh. |        |
| 80              | Samir Singh         | 29 décembre 2019    | WWE Network          | Hershey (Pennsylvanie)        | 5                     | <1                    | A effectué le tombé sur Sunil Singh par roll-up pendant un house-show. |        |
| 81              | R-Truth             | 29 décembre 2019    | WWE Network          | Hershey (Pennsylvanie)        | 29                    | 2                     | A effectué le tombé sur Samir Singh par roll-up pendant un house-show. |        |
| 82              | Mojo Rawley         | 31 décembre 2019    | WWE Network          | New York (État de New York)   | 1                     | <1                    | A effectué le tombé sur R-Truth à Times Square. L'arbitre était Maria Menounos. |        |
| 83              | R-Truth             | 31 décembre 2019    | WWE Network          | New York (État de New York)   | 30                    | 13                    | A effectué le tombé sur Mojo Rawley à Times Square. L'arbitre était Maria Menounos. |        |
| 84              | Mojo Rawley         | 13 janvier 2020     | Raw                  | Lexington (Kentucky)          | 2                     | 4                     | A effectué le tombé sur R-Truth sur la rampe d'entrée. | [ 22 ] |
| 85              | R-Truth             | 17 janvier 2020     | WWE Network          | Lafayette (Louisiane)         | 31                    | <1                    | A effectué le tombé sur Mojo Rawley pendant un house-show. |        |
| 86              | Mojo Rawley         | 17 janvier 2020     | WWE Network          | Lafayette (Louisiane)         | 3                     | 1                     | A effectué le tombé sur R-Truth pendant un house-show. |        |
| 87              | R-Truth             | 18 janvier 2020     | WWE Network          | Jackson (Mississippi)         | 32                    | <1                    | A effectué le tombé sur Mojo Rawley pendant un house-show. |        |
| 88              | Mojo Rawley         | 18 janvier 2020     | WWE Network          | Jackson (Mississippi)         | 4                     | 1                     | A effectué le tombé sur R-Truth pendant un house-show. |        |
| 89              | R-Truth             | 19 janvier 2020     | WWE Network          | Topeka (Kansas)               | 33                    | <1                    | A effectué le tombé sur Mojo Rawley pendant un house-show. |        |
| 90              | Mojo Rawley         | 19 janvier 2020     | WWE Network          | Topeka (Kansas)               | 5                     | 8                     | A effectué le tombé sur R-Truth pendant un house-show. |        |
| 91              | R-Truth             | 27 janvier 2020     | Raw                  | San Antonio (Texas)           | 34                    | <1                    | A effectué le tombé sur Mojo Rawley. | [ 23 ] |
| 92              | Mojo Rawley         | 27 janvier 2020     | Raw                  | San Antonio (Texas)           | 6                     | 14                    | A effectué le tombé sur R-Truth. | [ 23 ] |
| 93              | Riddick Moss        | 10 février 2020     | Raw                  | Ontario (Californie)          | 1                     | 42                    | A effectué le tombé sur Mojo Rawley par roll-up, après une défaite contre les Street Profits. | [ 24 ] |
| 94              | R-Truth             | 23 mars 2020        | Raw                  | Orlando (Floride)             | 35                    | 13                    | A effectué le tombé sur Riddick Moss quand ce dernier faisait son jogging. | [ 25 ] |
| 95              | Mojo Rawley         | 4 avril 2020        | WrestleMania 36      | Orlando (Floride)             | 7                     | 1                     | A effectué le tombé sur R-Truth, après l'avoir attaqué avec Rob Gronkowski. | [ 26 ] |
| 96              | Rob Gronkowski      | 5 avril 2020        | WrestleMania 36      | Orlando (Floride)             | 1                     | 57                    | A effectue le tombé sur Mojo Rawley, après avoir sauté du balcon de l'arène. | [ 27 ] |
| 97              | R-Truth             | 1er juin 2020       | Raw                  | Foxborough (Massachusetts)    | 36                    | 21                    | A effectue le tombé sur Rob Gronkowski en étant déguisé en jardinier, lorsqu'il enregistrait un TikTok.                                                                                             | [ 28 ] |
| 98              | Akira Tozawa        | 22 juin 2020        | Raw                  | Orlando (Floride)             | 2                     | 7                     | A effectué le tombé sur R-Truth, après s'être caché sous le ring, pendant que Bobby Lashley et MVP dominaient ses ninjas.                                                                           | [ 29 ] |
| 99              | R-Truth             | 29 juin 2020        | Raw                  | Orlando (Floride)             | 37                    | 21                    | A effectué le tombé sur Akira Tozawa, lors d'un match programmé à Raw pour le titre. | [ 30 ] |
| 100             | Shelton Benjamin    | 20 juillet 2020     | Raw                  | Orlando (Floride)             | 1                     | 14                    | A effectué le tombé sur R-Truth, après une distraction de MVP et Bobby Lashley dans les coulisses.                                                                                                  | [ 31 ] |
| 101             | Akira Tozawa        | 3 août 2020         | Raw                  | Orlando (Floride)             | 3                     | 7                     | A battu Shelton Benjamin & R-Truth dans un Triple Threat Match. | [ 32 ] |
| 102             | R-Truth             | 10 août 2020        | Raw                  | Orlando (Floride)             | 38                    | 7                     | A effectué le tombé sur Akira Tozawa en étant déguisé en ninja. | [ 33 ] |
| 103             | Shelton Benjamin    | 17 août 2020        | Raw                  | Orlando (Floride)             | 2                     | <1                    | A effectué le tombé sur R-Truth, après un match contre Apollo Crews. | [ 34 ] |
| 104             | Cedric Alexander    | 17 août 2020        | Raw                  | Orlando (Floride)             | 2                     | <1                    | A effectué le tombé sur Shelton Benjamin après que ce dernier est éliminé d'un 6-Man Tag Team Elimination Match.                                                                                    | [ 34 ] |
| 105             | Shelton Benjamin    | 17 août 2020        | Raw                  | Orlando (Floride)             | 3                     | 7                     | A effectué le tombé sur Cedric Alexander, après qu'il a défendu le titre face à Akira Tozawa. | [ 34 ] |
| 106             | Akira Tozawa        | 24 août 2020        | Raw                  | Orlando (Floride)             | 4                     | 7                     | A battu R-Truth, Cedric Alexander & Shelton Benjamin dans un Fatal 4-Way Match. | [ 35 ] |
| 107             | R-Truth             | 31 août 2020        | Raw                  | Orlando (Floride)             | 39                    | 27                    | A effectué le tombé sur Akira Tozawa lorsque celui-ci rentrait dans le parking de l'arène. | [ 36 ] |
| 108             | Drew Gulak          | 27 septembre 2020   | Clash of Champions   | Orlando (Floride)             | 1                     | <1                    | A effectué le tombé sur R-Truth par roll-up dans les coulisses de Clash of Champions. | [ 37 ] |
| 109             | R-Truth             | 27 septembre 2020   | Clash of Champions   | Orlando (Floride)             | 40                    | 1                     | A effectué le tombé sur Drew Gulak après l'avoir assommé avec un saladier en inox. | [ 38 ] |
| 110             | Akira Tozawa        | 28 septembre 2020   | Raw                  | Orlando (Floride)             | 5                     | <1                    | A effectué le tombé sur R-Truth lors d'une attaque organisée dans les coulisses. | [ 39 ] |
| 111             | Drew Gulak          | 28 septembre 2020   | Raw                  | Orlando (Floride)             | 2                     | <1                    | A effectué le tombé sur Akira Tozawa en le frappant avec une mallette, juste après l'obtention du titre.                                                                                            | [ 39 ] |
| 112             | R-Truth             | 28 septembre 2020   | Raw                  | Orlando (Floride)             | 41                    | 7                     | A effectué le tombé sur Drew Gulak en le frappant avec la même mallette, après qu'il a remporté le titre.                                                                                           | [ 39 ] |
| 113             | Drew Gulak          | 5 octobre 2020      | Raw                  | Orlando (Floride)             | 3                     | <1                    | A effectué le tombé sur R-Truth, déguisé en homme de ménage dans les coulisses. | [ 40 ] |
| 114             | R-Truth             | 5 octobre 2020      | Raw                  | Orlando (Floride)             | 42                    | 28                    | A effectué le tombé sur Drew Gulak dans une benne à ordures, comportant également Akira Tozawa. | [ 40 ] |
| 115             | Drew Gulak          | 2 novembre 2020     | Raw                  | Orlando (Floride)             | 4                     | 7                     | A effectué le tombé sur R-Truth, grâce à l'aide de Bobby Lashley. | [ 41 ] |
| 116             | R-Truth             | 9 novembre 2020     | Raw                  | Orlando (Floride)             | 43                    | <1                    | A effectué le tombé sur Drew Gulak dans les coulisses, après que ce dernier a été attaqué par The Hurt Business.                                                                                    | [ 42 ] |
| 117             | Akira Tozawa        | 9 novembre 2020     | Raw                  | Orlando (Floride)             | 6                     | <1                    | A battu R-Truth, Drew Gulak, Erik, Gran Metalik, Lince Dorado & Tucker dans un Fatal 7-Way Match.                                                                                                   | [ 42 ] |
| 118             | Erik                | 9 novembre 2020     | Raw                  | Orlando (Floride)             | 1                     | <1                    | A effectué le tombé sur Akira Tozawa après sa victoire. | [ 42 ] |
| 119             | Drew Gulak          | 9 novembre 2020     | Raw                  | Orlando (Floride)             | 5                     | <1                    | A effectué le tombé sur Erik. | [ 42 ] |
| 120             | Tucker              | 9 novembre 2020     | Raw                  | Orlando (Floride)             | 1                     | <1                    | A effectué le tombé sur Drew Gulak. | [ 42 ] |
| 121             | Drew Gulak          | 9 novembre 2020     | Raw                  | Orlando (Floride)             | 6                     | <1                    | A effectué le tombé sur Tucker par roll-up, immédiatement après que celui-ci a remporté le titre.                                                                                                   | [ 42 ] |
| 122             | Tucker              | 9 novembre 2020     | Raw                  | Orlando (Floride)             | 2                     | <1                    | A effectué le tombé sur Drew Gulak par roll-up, immédiatement après que celui-ci a remporté le titre.                                                                                               | [ 42 ] |
| 123             | Gran Metalik        | 9 novembre 2020     | Raw                  | Orlando (Floride)             | 1                     | <1                    | A effectué le tombé sur Tucker, après un Splash sur lui. | [ 42 ] |
| 124             | Lince Dorado        | 9 novembre 2020     | Raw                  | Orlando (Floride)             | 1                     | <1                    | A effectué le tombé sur son partenaire Gran Metalik. | [ 42 ] |
| 125             | R-Truth             | 9 novembre 2020     | Raw                  | Orlando (Floride)             | 44                    | 13                    | A effectué le tombé sur Lince Dorado. | [ 42 ] |
| 126             | The Gobbledy Gooker | 22 novembre 2020    | Survivor Series      | Orlando (Floride)             | 1                     | >1                    | A effectué le tombé sur R-Truth. |        |
| 127             | Akira Tozawa        | 22 novembre 2020    | Survivor Series      | Orlando (Floride)             | 7                     | >1                    | A effectué le tombé sur The Gobbledy Gooker. Drew Gulak était en réalité caché sous la mascotte. |        |
| 128             | R-Truth             | 22 novembre 2020    | Survivor Series      | Orlando (Floride)             | 45                    | 39                    | A effectué le tombé sur Akira Tozawa. |        |
| 129             | Angel Garza         | 31 décembre 2020    | TikTok               | N/A                           | 1                     | 4                     | A effectué le tombé sur R-Truth lors d'une célébration de la nouvelle année 2021 avec The New Day.                                                                                                  |        |
| 130             | R-Truth             | 4 janvier 2021      | Raw                  | St. Petersburg (Floride)      | 46                    | 28                    | A effectué le tombé sur Angel Garza grâce à une distraction du Boogeyman, Torrie Wilson et Nikki Cross.                                                                                             |        |
| 131             | Alicia Fox          | 31 janvier 2021     | Royal Rumble         | St. Petersburg (Floride)      | 1                     | <1                    | A effectué le tombé sur R-Truth lors du Women's Royal Rumble match lorsque R-Truth se faisait poursuivre pour son titre.                                                                            |        |
| 132             | R-Truth             | 31 janvier 2021     | Royal Rumble         | St. Petersburg (Floride)      | 47                    | <1                    | A effectué le tombé sur Alicia Fox lors du Women's Royal Rumble match lorsque celle-ci venait de se faire éliminer.                                                                                 |        |
| 133             | Peter Rosenberg     | 31 janvier 2021     | Royal Rumble         | St. Petersburg (Floride)      | 1                     | 1                     | A effectué le tombé sur R-Truth sur le plateau du pré-show. |        |
| 134             | R-Truth             | 1er février 2021    | The Michael Kay Show | St. Petersburg (Floride)      | 48                    | 5                     | A fait le tombé sur Peter Rosenberg (en) dans la chambre d'hôtel de ce dernier pendant l'émission en direct à distance.                                                                             |        |
| 135             | Doug Flutie         | 6 février 2021      | WWE Network          | Clearwater (Floride)          | 1                     | <1                    | A effectué le tombé sur R-Truth à Clearwater Beach pendant la mi-temps du tournoi. |        |
| 136             | R-Truth             | 6 février 2021      | WWE Network          | Clearwater (Floride)          | 49                    | 9                     | A effectué le tombé sur Doug Flutie plus tard dans l'après-midi durant l'évènement. |        |
| 137             | Akira Tozawa        | 15 février 2021     | Raw                  | St. Petersburg (Floride)      | 8                     | <1                    | A effectué le tombé sur R-Truth après l'avoir assommé en l'envoyant dans le mur durant un segment backstage.                                                                                        |        |
| 138             | Bad Bunny           | 15 février 2021     | Raw                  | St. Petersburg (Floride)      | 1                     | 28                    | A effectué le tombé sur Akira Tozawa après que Damian Priest ait attaqué celui-ci dans les coulisses.                                                                                               |        |
| 139             | R-Truth             | 15 mars 2021        | Raw                  | St. Petersburg (Floride)      | 50                    | 7                     | Il gagne le titre après que Bad Bunny lui redonne par respect pour sa carrière. |        |
| 140             | Joseph Average      | 21 mars 2021        | Fastlane             | St. Petersburg (Floride)      | 1                     | <1                    | A eu lieu dans les coulisses lors d'une publicité Old Spice. Le personnage était un représentant d'Old Spice qui a été joué par Rik Bugez, stagiaire à NXT et au WWE Performance Center.            |        |
| 141             | R-Truth             | 21 mars 2021        | Fastlane             | St. Petersburg (Floride)      | 51                    | 57                    | A effectué le tombé sur Joseph Average par un roll up directement après sa perte de titre. |        |
| 142             | Akira Tozawa        | 17 mai 2021         | Raw                  | Tampa (Floride)               | 9                     | 43                    | A effectué le tombé sur R-Truth lors d'une interview dans les coulisses. |        |
| 143             | Drew Gulak          | 28 juin 2021        | Raw                  | Tampa (Floride)               | 7                     | <1                    | A effectué le tombé sur Akira Tozawa par roll-up à l’extérieur du ring lors d'une Battle Royale. |        |
| 144             | R-Truth             | 28 juin 2021        | Raw                  | Tampa (Floride)               | 52                    | <1                    | A effectué le tombé sur Drew Gulak avec un Lie Detector à l’extérieur du ring lors d'une Battle Royale.                                                                                             |        |
| 145             | Akira Tozawa        | 28 juin 2021        | Raw                  | Tampa (Floride)               | 10                    | 21                    | A effectué le tombé sur R-Truth avec un Flipping Seated Senton à l’extérieur du ring lors d'une Battle Royale.                                                                                      |        |
| 146             | Reggie              | 19 juillet 2021     | Raw                  | Dallas (Texas)                | 1                     | 112                   | A effectué le tombé sur Akira Tozawa. Règne le plus long du titre. |        |
| 147             | Drake Maverick      | 8 novembre 2021     | Raw                  | Louisville (Kentucky)         | 7                     | <1                    | A effectué le tombé sur Reggie. |        |
| 148             | Akira Tozawa        | 8 novembre 2021     | Raw                  | Louisville (Kentucky)         | 11                    | <1                    | A effectué le tombé sur Drake Maverick. |        |
| 149             | Corey Graves        | 8 novembre 2021     | Raw                  | Louisville (Kentucky)         | 1                     | <1                    | A effectué le tombé sur Akira Tozawa. |        |
| 150             | Byron Saxton        | 8 novembre 2021     | Raw                  | Louisville (Kentucky)         | 1                     | <1                    | A effectué le tombé sur Corey Graves. |        |
| 151             | Drake Maverick      | 8 novembre 2021     | Raw                  | Louisville (Kentucky)         | 8                     | <1                    | A effectué le tombé sur Byron Saxton. |        |
| 152             | Reggie              | 8 novembre 2021     | Raw                  | Louisville (Kentucky)         | 2                     | 14                    | A effectué le tombé sur Drake Maverick. |        |
| 153             | Cedric Alexander    | 22 novembre 2021    | Raw                  | Brooklyn (New York)           | 3                     | <1                    | A effectué le tombé sur Reggie lors d'un match simple. |        |
| 154             | Dana Brooke         | 22 novembre 2021    | Raw                  | Brooklyn (New York)           | 1                     | 84                    | En effectuant le tombé sur Cedric Alexander par un Diving Neckbreaker. Il s'agit du règne le plus long pour une catcheuse.                                                                          |        |
| 155             | Reggie              | 14 février 2022     | Raw                  | Indianapolis (Indiana)        | 3                     | 7                     | A effectué le roll up sur Dana Brooke dans un restaurant. |        |
| 156             | Dana Brooke         | 21 février 2022     | Raw                  | Columbia (Caroline du Sud)    | 2                     | 56                    | A effectué le tombé sur Reggie en l'embrassant. |        |
| 157             | Reggie              | 18 avril 2022       | Raw                  | Buffalo (New York)            | 4                     | <1                    | A effectué le tombé sur Dana Brooke pendant une cérémonie de mariage in-ring. |        |
| 158             | Tamina              | 18 avril 2022       | Raw                  | Buffalo (New York)            | 2                     | <1                    | A effectué le tombé sur Reggie pendant une cérémonie de mariage in-ring. |        |
| 159             | Akira Tozawa        | 18 avril 2022       | Raw                  | Buffalo (New York)            | 12                    | <1                    | A effectué le tombé sur Tamina pendant une cérémonie de mariage in-ring. |        |
| 160             | Dana Brooke         | 18 avril 2022       | Raw                  | Buffalo (New York)            | 3                     | 14                    | A effectué le tombé sur Akira Tozawa pendant une cérémonie de mariage in-ring. |        |
| 161             | Nikki A.S.H.        | 2 mai 2022          | Raw                  | Greensboro (Caroline du Nord) | 1                     | <1                    | A effectué le tombé sur Dana Brooke pendant une scène dans les coulisses. |        |
| 162             | Dana Brooke         | 2 mai 2022          | Raw                  | Greensboro (Caroline du Nord) | 4                     | 28                    | A effectué le tombé sur Nikki A.S.H. pour prendre sa revanche. |        |
| 163             | Tamina              | 30 mai 2022         | Raw                  | Des Moines (Iowa)             | 3                     | <1                    | A effectué le tombé sur Dana Brooke, après lui avoir portée un Samoan Drop. |        |
| 164             | Akira Tozawa        | 30 mai 2022         | Raw                  | Des Moines (Iowa)             | 13                    | 7                     | A effectué le tombé sur Tamina, après l'avoir embrassée pour la distraire. |        |
| 165             | Dana Brooke         | 6 juin 2022         | Raw                  | Green Bay (Wisconsin)         | 5                     | 14                    | A effectué le tombé sur Akira Tozawa pendant son match contre Becky Lynch, puis a conservé le titre en battant son adversaire, aidée par Asuka.                                                     |        |
| 166             | Doudrop             | 20 juin 2022        | Main Event           | Lincoln (Nebraska)            | 1                     | <1                    | A effectué le tombé sur Dana Brooke lors d'un match solo. |        |
| 167             | Akira Tozawa        | 20 juin 2022        | Main Event           | Lincoln (Nebraska)            | 14                    | <1                    | A effectué le tombé sur Doudrop pendant qu'elle célébrait sa victoire. |        |
| 168             | R-Truth             | 20 juin 2022        | Main Event           | Lincoln (Nebraska)            | 53                    | <1                    | A effectué le tombé sur Akira Tozawa lorsqu'ils se sont retrouvés les deux seuls sur le ring. |        |
| 169             | Nikki A.S.H.        | 20 juin 2022        | Main Event           | Lincoln (Nebraska)            | 2                     | <1                    | A effectué le tombé sur R-Truth grace à un Splash en dehors du ring. |        |
| 170             | Dana Brooke         | 20 juin 2022        | Main Event           | Lincoln (Nebraska)            | 6                     | 16                    | A effectué le tombé sur Nikki A.S.H. avec un Neckbreaker sur le ring. |        |
| 171             | Carmella            | 9 juillet 2022      | WWE Live             | Bossier City (Louisiane)      | 3                     | <1                    | |        |
| 172             | Dana Brooke         | 9 juillet 2022      | WWE Live             | Bossier City (Louisiane)      | 7                     | <1                    | |        |
| 173             | Carmella            | 10 juillet 2022     | WWE Live             | Waco (Texas)                  | 4                     | <1                    | |        |
| 174             | Dana Brooke         | 10 juillet 2022     | WWE Live             | Waco (Texas)                  | 8                     | 8                     | |        |
| 175             | Akira Tozawa        | 18 juillet 2022     | Raw                  | Tampa (Floride)               | 15                    | <1                    | A effectué le tombé sur Dana Brooke lors de son match avec un roll-up en dehors du ring. |        |
| 176             | Nikki A.S.H.        | 18 juillet 2022     | Raw                  | Tampa (Floride)               | 3                     | <1                    | A effectué le tombé sur Akira Tozawa avec un Twisted Neckbreaker sur le ring. |        |
| 177             | Alexa Bliss         | 18 juillet 2022     | Raw                  | Tampa (Floride)               | 1                     | <1                    | A effectué le tombé sur Nikki A.S.H. avec un DDT. Elle remporte le titre pour la première fois de sa carrière.                                                                                      |        |
| 178             | Doudrop             | 18 juillet 2022     | Raw                  | Tampa (Floride)               | 2                     | <1                    | A effectué le tombé sur Alexa Bliss avec un Running Crossbody. |        |
| 179             | Tamina              | 18 juillet 2022     | Raw                  | Tampa (Floride)               | 4                     | <1                    | A effectué le tombé sur Doudrop avec un Superkick. |        |
| 180             | Dana Brooke         | 18 juillet 2022     | Raw                  | Tampa (Floride)               | 7                     | 32                    | A effectué le tombé sur Tamina en la surprenant par derrière pendant qu'elle célébrait le titre sur le ring.                                                                                        |        |
| 181             | Nikki A.S.H.        | 20 août 2022        | WWE Live             | Kingston                      | 4                     | <1                    | |        |
| 182             | Tamina              | 20 août 2022        | WWE Live             | Kingston                      | 5                     | <1                    | |        |
| 183             | Dana Brooke         | 20 août 2022        | WWE Live             | Kingston                      | 9                     | 1                     | |        |
| 184             | Nikki A.S.H.        | 21 août 2022        | WWE Live             | London                        | 5                     | <1                    | |        |
| 185             | Shawn Bennett       | 21 août 2022        | WWE Live             | London                        | 1                     | <1                    | Shawn Bennett est un arbitre officiel. |        |
| 186             | Tamina              | 21 août 2022        | WWE Live             | London                        | 6                     | <1                    | |        |
| 187             | Dana Brooke         | 21 août 2022        | WWE Live             | London                        | 10                    | 20                    | |        |
| 188             | Nikki A.S.H.        | 10 septembre 2022   | WWE Live             | Colorado Springs (Colorado)   | 6                     | <1                    | |        |
| 189             | Eddie Orengo        | 10 septembre 2022   | WWE Live             | Colorado Springs (Colorado)   | 1                     | <1                    | Eddie Orengo est un arbitre officiel. |        |
| 190             | Tamina              | 10 septembre 2022   | WWE Live             | Colorado Springs (Colorado)   | 7                     | <1                    | |        |
| 191             | Dana Brooke         | 10 septembre 2022   | WWE Live             | Colorado Springs (Colorado)   | 11                    | 14                    | |        |
| 192             | Nikki A.S.H.        | 24 septembre 2022   | WWE Live             | Vancouver                     | 7                     | <1                    | |        |
| 193             | Daphanie LaShaunn   | 24 septembre 2022   | WWE Live             | Vancouver                     | 1                     | <1                    | Daphanie LaShaunn est une arbitre officielle. |        |
| 194             | Nikki A.S.H.        | 24 septembre 2022   | WWE Live             | Vancouver                     | 8                     | <1                    | |        |
| 195             | Dana Brooke         | 24 septembre 2022   | WWE Live             | Vancouver                     | 12                    | 44                    | |        |
| 196             | Nikki Cross         | 7 novembre 2022     | Raw                  | Wilkes-Barre (Pennsylvanie)   | 9                     | <1                    | A battu Dana Brooke dans un match simple à WWE Raw. |        |
| —               | Désactivé           | 7 novembre 2022     | Raw                  | Wilkes-Barre (Pennsylvanie)   | —                     | —                     | Après sa victoire, Nikki Cross jette le titre à la poubelle, marquant ainsi la disparition du titre.                                                                                                |        |

## Règnes combinés
| Rang | Catcheur            | Nombre de règnes | Jours combinés |
| ---- | ------------------- | ---------------- | -------------- |
| 1    | R-Truth             | 53               | 425            |
| 2    | Dana Brooke         | 12               | 335            |
| 3    | Reggie              | 4                | 133            |
| 4    | Akira Tozawa        | 15               | 87             |
| 5    | Rob Gronkowski      | 1                | 57             |
| 6    | Riddick Moss        | 1                | 41             |
| 7    | Mojo Rawley         | 7                | 28             |
| 7    | Bad Bunny           | 1                | 28             |
| 8    | Shelton Benjamin    | 3                | 25             |
| 9    | Drake Maverick      | 8                | 23             |
| 10   | Samir Singh         | 5                | 18             |
| 11   | Elias               | 4                | 15             |
| 12   | Carmella            | 4                | 13             |
| 13   | Sunil Singh         | 4                | 10             |
| 14   | Drew Gulak          | 7                | 7              |
| 14   | Maria Kanellis      | 1                | 7              |
| 15   | Angel Garza         | 1                | 4              |
| 16   | Nikki Cross         | 9                | 1              |
| 16   | Peter Rosenberg     | 1                | 1              |
| 17   | Tamina              | 7                | <1             |
| 17   | EC3                 | 4                | <1             |
| 17   | Cedric Alexander    | 3                | <1             |
| 17   | Jinder Mahal        | 4                | <1             |
| 17   | Mike Kanellis       | 4                | <1             |
| 17   | Tucker              | 4                | <1             |
| 17   | Doudrop             | 2                | <1             |
| 17   | Titus O'Neil        | 1                | <1             |
| 17   | Robert Roode        | 1                | <1             |
| 17   | Heath Slater        | 1                | <1             |
| 17   | Pat Patterson †     | 1                | <1             |
| 17   | Gerald Brisco       | 1                | <1             |
| 17   | Kelly Kelly         | 1                | <1             |
| 17   | Candice Michelle    | 1                | <1             |
| 17   | Alundra Blayze      | 1                | <1             |
| 17   | Ted DiBiase         | 1                | <1             |
| 17   | Scott Dawson        | 1                | <1             |
| 17   | Dash Wilder         | 1                | <1             |
| 17   | Rob Stone           | 1                | <1             |
| 17   | Bo Dallas           | 1                | <1             |
| 17   | Enes Kanter         | 1                | <1             |
| 17   | Kane                | 1                | <1             |
| 17   | Marshmello          | 1                | <1             |
| 17   | Michael Giaccio     | 1                | <1             |
| 17   | Kyle Busch          | 1                | <1             |
| 17   | Père Noël           | 1                | <1             |
| 17   | Mike Rome           | 1                | <1             |
| 17   | Erik                | 1                | <1             |
| 17   | Gran Metalik        | 1                | <1             |
| 17   | Lince Dorado        | 1                | <1             |
| 17   | The Gobbledy Gooker | 1                | <1             |
| 17   | Alicia Fox          | 1                | <1             |
| 17   | Doug Flutie         | 1                | <1             |
| 17   | Joseph Average      | 1                | <1             |
| 17   | Corey Graves        | 1                | <1             |
| 17   | Byron Saxton        | 1                | <1             |
| 17   | Alexa Bliss         | 1                | <1             |
| 17   | Shawn Bennett       | 1                | <1             |
| 17   | Eddie Orengo        | 1                | <1             |
| 17   | Daphanie LaShaunn   | 1                | <1             |